# Lenda das Sereias - Rainha do Mar
A Lenda das Sereias, Rainhas do Mar é um samba-enredo composto por Vicente Mattos, Dionel Sampaio e Arlindo Velloso, que foi desenvolvido pelo carnavalesco Fernando Pinto para o Império Serrano no ano de 1976. Apesar do grande sucesso do samba-enredo, a escola obteve apenas o sétimo lugar no Grupo 1 do Carnaval do Rio de Janeiro.
O samba também foi gravado por Marisa Monte, ao vivo no Teatro Villa Lobos, para o seu álbum de estreia MM, de 1989, produzido por Nelson Motta. Essa versão está presente na trilha sonora do filme francês J'embrasse pas (1991), dirigido por André Téchiné.
Foi reeditado pela Inocentes de Belford Roxo em 2006, levando a escola belforroxense ao terceiro lugar no Grupo B, terceira divisão do Carnaval carioca.
Em 2009 o enredo foi relançado pelo Império Serrano para a disputa do Grupo Especial, sob o título A Lenda das Sereias e os Mistérios do Mar, com a carnavalesca Márcia Lage. O samba consagrado não foi suficiente para garantir o sucesso a escola, que terminou em 12º lugar e foi rebaixada ao Grupo de Acesso do Carnaval do Rio de Janeiro.